# Collegio di Dartford
Dartford è un collegio elettorale inglese situato nel Kent rappresentato alla camera dei Comuni del parlamento del Regno Unito. Elegge un membro del parlamento con il sistema maggioritario a turno unico; l'attuale parlamentare è Jim Dickson del Partito Laburista, che rappresenta il collegio dal 2024.

## Estensione

Il collegio di Dartford dal 2010 al 2024

- 1885-1918: la divisione sessionale di Dartford e parte della divisione sessionale di Bromley.
- 1918-1945: i distretti urbani di Bexley, Dartford e Erith e le parrocchie civili del distretto rurale di Dartford di Crayford, Stone e Swanscombe.
- 1945-1955: i borgo di Dartford ed Erith e il distretto urbano di Crayford.
- 1955-1974: il borgo di Dartford, il distretto urbano di Swanscombe ed il distretto rurale di Dartford.
- 1974-1983: il borgo di Dartford, il distretto urbano di Swanscombe e le parrocchie civili del distretto rurale di Dartford di Darenth, Southfleet, Stone, Sutton-at-Hone e Wilmington.
- 1983-1997: il borgo di Dartford e i ward del distretto di Sevenoaks di Ash-cum-Ridley, Fawkham and Hartley, Horton Kirby e Longfield.
- 1997-2010: il borgo di Dartford e i ward del distretto di Sevenoaks di Fawkham and Hartley e Horton Kirby.
- 2010-2024: il borgo di Dartford e il ward del distretto di Sevenoaks di Hartley and Hodsoll Street.
- dal 2024: i ward del borgo di Dartford di Bean and Village Park, Brent, Burnham, Darenth, Ebbsfleet, Greenhithe and Knockhall, Heath, Joyden’s Wood, Longfield, New Barn & Southfleet, Maypole and Leyton Cross, Newtown, Princes, Stone Castle, Stone House, Swanscombe, Temple Hill, Town e West Hill.

## Storia
All'inizio del XX secolo il collegio di Dartford era considerato un indicatore degli andamenti politici nazionali. I risultati si spostarono in seguito verso la sinistra: con le elezioni suppletive del 1938 e le elezioni generali dal 1951 al 1959, fu sempre eletto un deputato laburista in opposizione al risultato nazionale. Dal 1964 Dartford si è sempre alternata tra laburisti e conservatori in linea con i risultati nazionali, e pertanto è tornato ad essere un indicatore nazionale.
A Dartford si candidò, senza successo, Margaret Thatcher alle elezioni generali del 1950 e del 1951.

## Membri del parlamento
| Elezione | Elezione      | Deputato                       | Partito             |
| -------- | ------------- | ------------------------------ | ------------------- |
|          | 1885          | Sir William Hart Dyke          | Conservatore        |
|          | 1906          | James Rowlands                 | Liberale            |
|          | Gen 1910      | William Foot Mitchell          | Conservatore        |
|          | Dic 1910      | James Rowlands                 | Liberale            |
|          | 1918          | James Rowlands                 | Coalizione Liberale |
|          | 1920 (S)      | John Edmund Mills              | Laburista           |
|          | 1922          | George William Symonds Jarrett | Liberale Nazionale  |
|          | 1923          | John Edmund Mills              | Laburista           |
|          | 1924          | Angus McDonnell                | Conservatore        |
|          | 1929          | John Edmund Mills              | Laburista           |
|          | 1931          | Frank Edward Clarke            | Conservatore        |
|          | 1938 (S)      | Jennie Adamson                 | Laburista           |
| 1945     | Norman Dodds  |                                | Laburista           |
| 1955     | Sydney Irving |                                | Laburista           |
|          | 1970          | Peter Trew                     | Conservatore        |
|          | Feb 1974      | Sydney Irving                  | Laburista           |
|          | 1979          | Robert John Dunn               | Conservatore        |
|          | 1997          | Howard Stoate                  | Laburista           |
|          | 2010          | Gareth Johnson                 | Conservatore        |
|          | 2024          | Jim Dickson                    | Laburista           |

## Elezioni

### Elezioni negli anni 2020
| Partito                    | Partito                                           | Candidato                  | Risultati 4 luglio 2024 | Risultati 4 luglio 2024 |
| Partito                    | Partito                                           | Candidato                  | Voti                    | %                       |
| -------------------------- | ------------------------------------------------- | -------------------------- | ----------------------- | ----------------------- |
|                            | Laburista                                         | Jim Dickson                | 15 392                  | 34,60                   |
|                            | Conservatore                                      | Gareth Johnson             | 14 200                  | 31,92                   |
|                            | Reform UK                                         | Lee Stranders              | 9 523                   | 21,41                   |
|                            | Verdi                                             | Laura Edie                 | 3 189                   | 7,17                    |
|                            | Lib Dem                                           | Kyle Marsh                 | 2 184                   | 4,91                    |
|                            |                                                   |                            |                         |                         |
| Iscritti                   | Iscritti                                          | Iscritti                   | 75 426                  | 100,00                  |
| ↳ Votanti (% su iscritti)  | ↳ Votanti (% su iscritti)                         | ↳ Votanti (% su iscritti)  | 44 488                  | 58,98                   |
| ↳ Astenuti (% su iscritti) | ↳ Astenuti (% su iscritti)                        | ↳ Astenuti (% su iscritti) | 30 938                  | 41,02                   |
|                            |                                                   |                            |                         |                         |
|                            | Esito: collegio passa da Conservatore a Laburista |                            |                         |                         |

### Elezioni negli anni 2010
| Partito                    | Partito                                   | Candidato                  | Risultati 12 dicembre 2019 | Risultati 12 dicembre 2019 |
| Partito                    | Partito                                   | Candidato                  | Voti                       | %                          |
| -------------------------- | ----------------------------------------- | -------------------------- | -------------------------- | -------------------------- |
|                            | Conservatore                              | Gareth Johnson             | 34 006                     | 62,95                      |
|                            | Laburista                                 | Sacha Gosine               | 14 846                     | 27,48                      |
|                            | Lib Dem                                   | Kyle Marsh                 | 3 735                      | 6,91                       |
|                            | Verdi                                     | Mark Lindop                | 1 435                      | 2,66                       |
|                            |                                           |                            |                            |                            |
| Iscritti                   | Iscritti                                  | Iscritti                   | 82 209                     | 100,00                     |
| ↳ Votanti (% su iscritti)  | ↳ Votanti (% su iscritti)                 | ↳ Votanti (% su iscritti)  | 54 022                     | 65,71                      |
| ↳ Astenuti (% su iscritti) | ↳ Astenuti (% su iscritti)                | ↳ Astenuti (% su iscritti) | 28 187                     | 34,29                      |
|                            |                                           |                            |                            |                            |
|                            | Esito: collegio confermato a Conservatore |                            |                            |                            |

| Partito                    | Partito                                   | Candidato                  | Risultati 8 giugno 2017 | Risultati 8 giugno 2017 |
| Partito                    | Partito                                   | Candidato                  | Voti                    | %                       |
| -------------------------- | ----------------------------------------- | -------------------------- | ----------------------- | ----------------------- |
|                            | Conservatore                              | Gareth Johnson             | 31 210                  | 57,56                   |
|                            | Laburista                                 | Bachchu Kaini              | 18 024                  | 33,24                   |
|                            | UKIP                                      | Ben Fryer                  | 2 544                   | 4,69                    |
|                            | Lib Dem                                   | Simon Beard                | 1 428                   | 2,63                    |
|                            | Verdi                                     | Andrew Blatchford          | 807                     | 1,49                    |
|                            | Indipendente                              | Ola Adewunmi               | 211                     | 0,39                    |
|                            |                                           |                            |                         |                         |
| Iscritti                   | Iscritti                                  | Iscritti                   | 77 684                  | 100,00                  |
| ↳ Votanti (% su iscritti)  | ↳ Votanti (% su iscritti)                 | ↳ Votanti (% su iscritti)  | 54 224                  | 69,80                   |
| ↳ Astenuti (% su iscritti) | ↳ Astenuti (% su iscritti)                | ↳ Astenuti (% su iscritti) | 23 460                  | 30,20                   |
|                            |                                           |                            |                         |                         |
|                            | Esito: collegio confermato a Conservatore |                            |                         |                         |

| Partito                    | Partito                                   | Candidato                  | Risultati 7 maggio 2015 | Risultati 7 maggio 2015 |
| Partito                    | Partito                                   | Candidato                  | Voti                    | %                       |
| -------------------------- | ----------------------------------------- | -------------------------- | ----------------------- | ----------------------- |
|                            | Conservatore                              | Gareth Johnson             | 25 670                  | 48,97                   |
|                            | Laburista                                 | Simon Thomson              | 13 325                  | 25,42                   |
|                            | UKIP                                      | Elizabeth Jones            | 10 434                  | 19,91                   |
|                            | Lib Dem                                   | Simon Beard                | 1 454                   | 2,77                    |
|                            | Verdi                                     | Andy Blatchford            | 1 324                   | 2,53                    |
|                            | Democratici                               | Steve Uncles               | 211                     | 0,40                    |
|                            |                                           |                            |                         |                         |
| Iscritti                   | Iscritti                                  | Iscritti                   | 76 634                  | 100,00                  |
| ↳ Votanti (% su iscritti)  | ↳ Votanti (% su iscritti)                 | ↳ Votanti (% su iscritti)  | 52 418                  | 68,40                   |
| ↳ Astenuti (% su iscritti) | ↳ Astenuti (% su iscritti)                | ↳ Astenuti (% su iscritti) | 24 216                  | 31,60                   |
|                            |                                           |                            |                         |                         |
|                            | Esito: collegio confermato a Conservatore |                            |                         |                         |

| Partito                    | Partito                                           | Candidato                  | Risultati 6 maggio 2010 | Risultati 6 maggio 2010 |
| Partito                    | Partito                                           | Candidato                  | Voti                    | %                       |
| -------------------------- | ------------------------------------------------- | -------------------------- | ----------------------- | ----------------------- |
|                            | Conservatore                                      | Gareth Johnson             | 24 428                  | 48,78                   |
|                            | Laburista                                         | John Adams                 | 13 800                  | 27,56                   |
|                            | Lib Dem                                           | James Willis               | 7 361                   | 14,70                   |
|                            | Democratici                                       | Gary Rogers                | 2 178                   | 4,35                    |
|                            | UKIP                                              | Richard Palmer             | 1 842                   | 3,68                    |
|                            | Indipendente                                      | Stephane Tindame           | 264                     | 0,53                    |
|                            | Fancy Dress Party                                 | Ernie Crockford            | 207                     | 0,41                    |
|                            |                                                   |                            |                         |                         |
| Iscritti                   | Iscritti                                          | Iscritti                   | 76 225                  | 100,00                  |
| ↳ Votanti (% su iscritti)  | ↳ Votanti (% su iscritti)                         | ↳ Votanti (% su iscritti)  | 50 080                  | 65,70                   |
| ↳ Astenuti (% su iscritti) | ↳ Astenuti (% su iscritti)                        | ↳ Astenuti (% su iscritti) | 26 145                  | 34,30                   |
|                            |                                                   |                            |                         |                         |
|                            | Esito: collegio passa da Laburista a Conservatore |                            |                         |                         |

### Elezioni negli anni 2000
| Partito                    | Partito                                | Candidato                  | Risultati 5 maggio 2005 | Risultati 5 maggio 2005 |
| Partito                    | Partito                                | Candidato                  | Voti                    | %                       |
| -------------------------- | -------------------------------------- | -------------------------- | ----------------------- | ----------------------- |
|                            | Laburista                              | Howard Stoate              | 19 909                  | 42,56                   |
|                            | Conservatore                           | Gareth Johnson             | 19 203                  | 41,05                   |
|                            | Lib Dem                                | Peter Bucklitsch           | 5 036                   | 10,77                   |
|                            | UKIP                                   | Mark Croucher              | 1 407                   | 3,01                    |
|                            | New England                            | Michael Tibby              | 1 224                   | 2,62                    |
|                            |                                        |                            |                         |                         |
| Iscritti                   | Iscritti                               | Iscritti                   | 74 017                  | 100,00                  |
| ↳ Votanti (% su iscritti)  | ↳ Votanti (% su iscritti)              | ↳ Votanti (% su iscritti)  | 46 779                  | 63,20                   |
| ↳ Astenuti (% su iscritti) | ↳ Astenuti (% su iscritti)             | ↳ Astenuti (% su iscritti) | 27 238                  | 36,80                   |
|                            |                                        |                            |                         |                         |
|                            | Esito: collegio confermato a Laburista |                            |                         |                         |

| Partito                    | Partito                                | Candidato                  | Risultati 7 giugno 2001 | Risultati 7 giugno 2001 |
| Partito                    | Partito                                | Candidato                  | Voti                    | %                       |
| -------------------------- | -------------------------------------- | -------------------------- | ----------------------- | ----------------------- |
|                            | Laburista                              | Howard Stoate              | 21 466                  | 47,98                   |
|                            | Conservatore                           | Bob Dunn                   | 18 160                  | 40,59                   |
|                            | Lib Dem                                | Graham Morgan              | 3 781                   | 8,45                    |
|                            | UKIP                                   | Mark Croucher              | 989                     | 2,21                    |
|                            | Fancy Dress Party                      | Keith Davenport            | 344                     | 0,77                    |
|                            |                                        |                            |                         |                         |
| Iscritti                   | Iscritti                               | Iscritti                   | 72 277                  | 100,00                  |
| ↳ Votanti (% su iscritti)  | ↳ Votanti (% su iscritti)              | ↳ Votanti (% su iscritti)  | 44 740                  | 61,90                   |
| ↳ Astenuti (% su iscritti) | ↳ Astenuti (% su iscritti)             | ↳ Astenuti (% su iscritti) | 27 537                  | 38,10                   |
|                            |                                        |                            |                         |                         |
|                            | Esito: collegio confermato a Laburista |                            |                         |                         |

## Risultati dei referendum

### Referendum sulla permanenza del Regno Unito nell'Unione europea del 2016
|             | Collegio | Lasciare UE % | Rimanere in UE % |
| ----------- | -------- | ------------- | ---------------- |
|             | Dartford | 64,0%         | 36,0%            |
| Inghilterra | 53,3%    | 46,7%         |                  |
| Regno Unito | 51,9%    | 48,1%         |                  |